# Páscoa Dolorosa
A Páscoa Dolorosa foi uma onda repressiva desencadeada em 1976 pela Polícia Nacional do Paraguai do general Alfredo Stroessner contra grupos de camponeses acusados de pertencer a um movimento clandestino chamado Organização Primeiro de Março. A perseguição atingiu vários departamentos do interior do país e destruiu todos os sinais das classes trabalhadoras agrícolas por muitos anos.

## Contexto histórico
O general Alfredo Stroessner estava no governo paraguaio há 22 anos em 1976. Embora ele mantivesse uma fachada democrática e fosse eleito periodicamente como candidato ao Partido Colorado (ANR), Stroessner era um ditador personalista e autoritário que reprimiu fortemente a oposição política e os movimentos sociais.
A década de 70 caracterizou-se por um boom econômico graças à receita de dólares originada pela construção da Usina Hidrelétrica de Itaipu, no Rio Paraná, na fronteira com o Brasil. No entanto, também foi um tempo de asfixia política, que aumentou o influxo de movimentos insurgentes nos países vizinhos, levou a alguns jovens seguir caminhos radicais em sua resistência à opressão.
Desde 1973, uma organização clandestina que mais tarde seria chamada de Organização Política Militar (OPM), começou a tomar forma a partir dos núcleos estudantis e da classe média urbana de Assunção. Muitos dos líderes pioneiros da organização estudaram na Argentina, onde fizeram contato com organizações de guerrilha naquele país, especialmente com Montoneros.

## Organizações camponesas
Com uma classe trabalhadora quase inexistente e mal organizada, um movimento revolucionário vinculado às massas populares teve que se legitimar com o apoio do setor camponês majoritário. A organização camponesa estava passando por um momento crucial em sua história naqueles anos. Por mais de uma década, um dos mais importantes julgamentos de organizações camponesas de inspiração cristã em toda a América estava ocorrendo em vários departamentos do país: as chamadas Ligas Agrárias Cristãs.
Com forte expressão religiosa em seu início, as Ligas crescem como uma resposta ao antigo problema da terra. As ações coletivas realizadas pelas Ligas se concentraram em experiências da comunidade “minga”, cursos de treinamento, trabalhos comunitários e armazéns cooperativos que eliminaram os lucros dos comerciantes coletores. Eles também tinham "escolas comunitárias" que usavam os métodos de educação popular de Paulo Freire.
Os atos intimidadores do governo contra a nova organização camponesa tornaram-se mais frequentes à medida que crescia. Um de seus líderes históricos era Constantine Coronel. Desde 1972, um setor de sua liderança começa a discutir a necessidade de iniciar uma luta política cujos perfis ainda eram vagos, mas que os levaram a se organizar de maneira reservada. A Igreja, que inicialmente apoiava a organização camponesa, temia que o controle tenha saído do controle e se distanciou gradualmente de seus líderes.

## Organização Política Militar
A aproximação com uma vanguarda urbana que se preparava para o mesmo objetivo era inevitável e começaria a ocorrer a partir de 1973. Sob a direção de seu líder principal, Juan Carlos da Costa, o OPM conseguia estabelecer uma estrutura clandestina precária.
Em novembro de 1974, alguns combatentes dos montoneros argentinos estavam em Assunção, fazendo um curso de treinamento político e militar. No início de 1975, o líder camponês Constantino Coronel havia se juntado à La Conduccion Nacional.

### A repressão
Em abril de 1976, a polícia descobriu a existência da organização por acaso e conseguiu capturar seus principais líderes, matando vários de seus líderes, incluindo Juan Carlos Da Costa. Nos dias seguintes, a repressão foi limitada à capital do país, mas na Páscoa são descobertas as conexões com os líderes agrários.
A chamada "Páscoa Dolorosa" começou em San Juan Bautista, no departamento de Misiones, até onde o comissário Camilo Almada Morel, também conhecido como Sapriza, foi enviado com amplos poderes. Lá, na prisão de Abraham Cue, centenas de camponeses que viviam em empresas e cidades vizinhas foram levados. Oito camponeses foram executados e muitos trouxeram caminhões para Assunção.
Na época, havia tantos prisioneiros na capital que mal cabiam no Departamento de Investigações e nas delegacias de polícia de Assunção.  Em setembro de 1976, quase todos foram transferidos para a prisão de Emboscada, a 20 km de Assunção, soltos depois de muitos anos.